# 고에스트로겐증
고에스트로겐증 또는 고에스트로젠증은 에스트로겐의 활동도가 너무 높아지는 질병이다. 난소에 종양이 생겼거나 방향화효소 과잉 증후군 등의 유전적 소인을 가진 경우, 피임약 등 외부 여성호르몬을 과도하게 투여한 경우에 생긴다.

## 같이 보기
- 저에스트로겐증
- 생식샘항진증
- 생식샘기능저하증
- 고안드로겐증
- 저안드로겐증